# Isulan
Isulan è una municipalità di prima classe delle Filippine, capoluogo della Provincia di Sultan Kudarat, nella regione di Soccsksargen.
Isulan è formata da 17 baranggay:
- Bambad
- Bual
- D'Lotilla
- Dansuli
- Impao
- Kalawag I (Pob.)
- Kalawag II (Pob.)
- Kalawag III (Pob.)
- Kenram
- Kolambog
- Kudanding
- Lagandang
- Laguilayan
- Mapantig
- New Pangasinan
- Sampao
- Tayugo